# باشگاه فوتبال زنان دیک کر

باشگاه فوتبال دیک کر (به انگلیسی: Dick, Kerr's Ladies F.C.) یک تیم فوتبال زنان انگلیسی بود. این تیم نخستین بازی فوتبال زنان بین‌المللی را با تیم ملی فوتبال زنان فرانسه انجام داد و ۰–۲ پیروز شد. این تیم فوتبال به تولید مهمات جنگی برای جنگ جهانی اول کمک کرد.